# Station Caluso
Station Caluso is een spoorwegstation van de spoorlijn Chivasso-Ivrea-Aosta, gelegen in de gemeente Caluso (Piëmont-Italië).